# پروپاگاندا

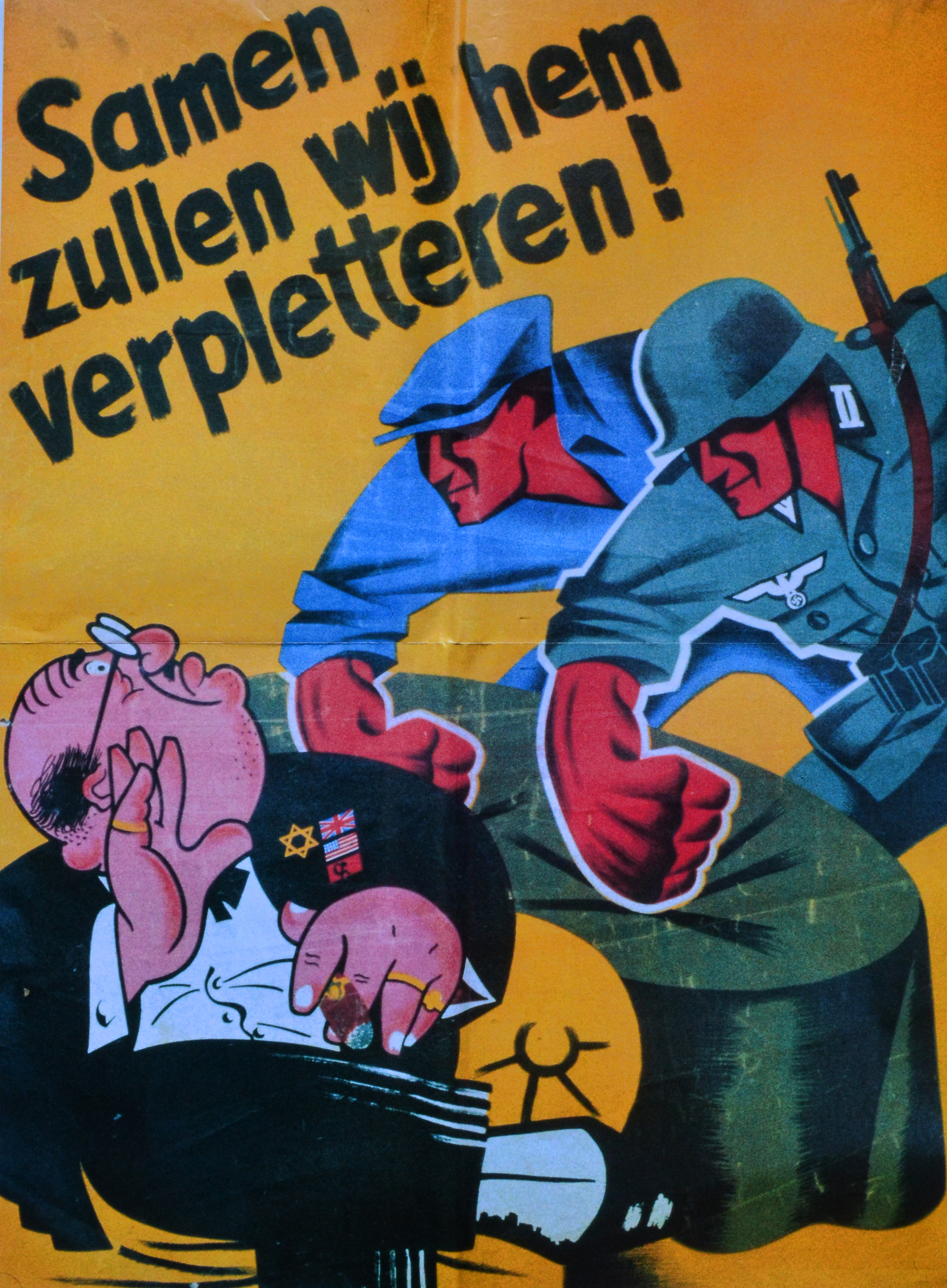
پوستر تبلیغاتی نازی‌ها از لشکر ۲۷ داوطلب اس‌اس لنگمارک با عنوان ضدیهودی: «با هم او را خُرد خواهیم کرد!»

تبلیغات سیاسی، جوسازی، پروپاگاند (به فرانسوی: Propagande) یا پروپاگاندا (به انگلیسی: Propaganda) ارتباطی است که عمدتاً برای تأثیرگذاری یا متقاعد کردن مخاطب برای پیشبرد یک برنامه استفاده می‌شود که ممکن است عینی نباشد و به‌طور انتخابی حقایقی را برای تشویق یک ترکیب یا ادراک خاص ارائه دهد، یا گفتاری باشد تا برای ایجاد یک واکنش احساسی به جای پاسخ منطقی به اطلاعاتی که ارائه می‌گردد، استفاده شود.

## تعریف
در هر نظام سیاسی رسانه‌هایی وظیفهٔ اطلاع‌رسانی را برعهده دارند. در نظام‌های دموکراتیک، غیر از رسانهٔ رسمی و دولتی، دیگر رسانه‌ها حوزهٔ واگویه کردن سیاست‌های رسمی دولت نیستند. در چنین نظام‌هایی، بسیار دیده شده که رسانه‌ای در مقابل سیاست رسمی دولت بایستد و برای آن نیز توبیخ نشود؛ امّا در نظام‌های استبدادی از رسانه‌های دولتی گرفته تا رسانه‌های غیردولتی، از نظام آموزشی گرفته تا ابزار هنر و نهاد دین، همه در راستای اهداف ایدئولوژیک حکومت به کار گرفته می‌شوند؛ موضوعی که از آن می‌توان به عنوان «ماشین پروپاگاندا» نام برد. پروپاگاندا ممکن است حقیقت را بگوید یا نیمی از حقیقت را یا حتی به کلّی دروغ بگوید. پروپاگاندا متکی به دستکاری افکار عمومی است. به آسانی هم قابل تشخیص نیست؛ زیرا سازندگانش با دقت پیام‌هایی را انتخاب می‌کنند که گاهی به نظر می‌رسد به نفع برخی آرمان‌ها یا ارزش‌ها هستند، در حالی که در واقع علیه آن‌ها و برای زیر سؤال بردن آن‌ها ساخته شده‌اند.
پروپاگاندا را نباید «تبلیغ» معنا کرد. پروپاگاندا در ساده‌ترین تعریف «جهت دادن» به اذهان عمومی با استفاده از تکنیک‌های ویژه (مانند مغلطه، بزرگ‌نمایی، کوچک‌نمایی، دروغ بزرگ، بمباران خبری، برچسب زدن، کلّی‌گویی، هراس‌افکنی و…) است. از این رو، پروپاگاندا را شاید بتوان «بوق تبلیغاتی» معنا کرد که هدف آن، ایجاد نوعی اطاعت کورکورانه در مردم است، نه اطلاع‌رسانی غیرجانبدارانه.
با این توصیف، در این نوع از تبلیغ، اطلاع‌رسانی بی‌طرفانه وجود ندارد. برعکس، هدف جهت دادن به اذهان عموم مردم به منظور نفوذ بر آن‌هاست. به بیان دیگر، پروپاگاندا عبارت است از «بسیج افکار عمومی» برای هدفی که دولت استبدادی به دنبال آن است؛ چه درست باشد و چه نادرست. در این روش از تبلیغ، واقعیت‌ها به‌طور گزینشی بیان و بازنمایی می‌شوند؛ بنابراین، پروپاگاندا شکلی از تبلیغ نیست که در آن اقناع مخاطب هدف باشد. در روش اقناعی حق پرسش‌گری و تشکیک، حقی شناخته‌شده برای مخاطب است، در حالی که در روش پروپاگاندا، شکل‌دادن به ذهن مخاطب آن‌گونه که دولت می‌خواهد، هدف است. این یعنی مخاطب باید آن‌گونه ببیند و بیاندیشد که دولت می‌خواهد.
پروپاگاندا گونه‌ای ارتباط است که در آن، اطلاعات هماهنگ و جهت‌دار برای بسیج افکار عمومی از طریق تبلیغات، پخش و فرستاده می‌شود. تبلیغات سیاسی یا جوسازی شکلی از ارتباط است که هدف آن تأثیر بر گرایش یک جمع یا جماعت همسو با موضع و دلیل دلخواه تبلیغ‌گر سیاسی است. جوسازی برخلاف تهیه اطلاعات غیرجانبدارانه، در اصلی‌ترین معنای خود، دادن اطلاعات با هدف تأثیر جهت‌دار بر مخاطب است. در این راستا، اغلب اوقات، واقعیت‌ها به‌طور گزینشی بیان و بازنمایی می‌شوند (حتی اگر نادرستی آن بر گوینده روشن و آشکار باشد) تا از سوی مخاطب، واکنش و رفتاری احساسی و نه آگاهانه، سر بزند. نتیجهٔ این امر، تغییر گرایش دلخواه به سوی هدفی است که برای مخاطب هدف‌گیری شده و به منظور پیشبرد یک برنامهٔ سیاسی، در نظر گرفته شده است. علاوه‌بر این، جوسازی می‌تواند در شکل یک نبرد و جنگ‌افروزی سیاسی نیز تلقی شود.
تبلیغات سیاسی یا جوسازی شکلی از ارتباط است که با ترغیب یا اقناع متفاوت است؛ زیرا هدفش این است که به پاسخی دست یابد که قصد تبلیغ‌گر را تداوم بخشد. اقناع یا ترغیب به مثابه یک فعال‌کنندهٔ دوسویه عمل می‌کند و هدفش آن است که به نیازهای ترغیب‌کننده و ترغیب‌شونده پاسخ دهد. یک مدل تبلیغ (جوسازی) نشان‌گر آن است که چگونه می‌توان عناصر اطلاع‌رسانی و ارتباط اقناعی را در تبلیغات با یکدیگر تلفیق کرد. تبلیغات سیاسی ممکن است افکار عمومی و رفتار افراد را تحت تأثیر قرار دهد و آن‌ها را دگرگون سازد.
در قرن بیستم، اصطلاح انگلیسی پروپاگاندا (جوسازی) اغلب با رویکردی کنترل‌کننده همراه بود، امّا از نظر تاریخی، پروپاگاندا (جوسازی) یک اصطلاح توصیفی خنثی از هر مطلبی است که عقاید یا ایدئولوژی‌های خاصی را ترویج می‌کند.
بر اساس آمار مؤسسهٔ گالوپ که در سال ۲۰۱۲ میلادی در وب‌سایت گالوپ منتشر شد، اغلب کشورهای دیکتاتوری امّا در حال توسعه سعی در ایجاد یک فضای پروپاگاندا در عرصهٔ ملّی و حتی فراملّی داشته‌اند و برای مردم و قومیت داخلی خود نیز از بسیج افکار عمومی، بازتاب اخبار حوادث غیرمترقبه در رسانهٔ ملّی انحصاری، پخش تلویزیونی آثار مرتبط با ایدئولوژی فراگیر، ترغیب و تشویق مردم عمدتاً ناراضی از عملکردهای حاکمیت و اذهان انقلابی یا ناآگاه و کم‌سواد به انتخاب افراد سیاسی (مانند رئیس‌جمهور و پارلمان، جناح، فراکسیون (ائتلاف)، حزب، ایدئولوژی (مرام سیاسی) استفاده می‌کنند. برخی از این رژیم‌ها شدیداً به فکر تقویت قدرت نظامی و اطلاعاتی خود هستند و از این ابزارها برای سرکوب اعتراضات، آشوب‌ها، ناآرامی‌ها، احزاب اپوزیسیون (که البته معمولاً هیچ‌کدام از کشورهای یکّه‌سالار دیکتاتوری، احزاب اپوزیسیون ندارند) نیز بهره می‌برند. با این حال، در زمینهٔ تبلیغات و پروپاگاندای بین‌المللی تقریباً همگی ضعیف و متوسط عمل کرده و می‌کنند؛ اگرچه این ارزش‌بخشی بیشتر در مقایسه با کشورهای توسعه‌یافتهٔ صنعتی مانند آمریکا، بریتانیا، چین، ژاپن، کره جنوبی، فرانسه و… انجام گرفته است و همچنین در مقایسه با کشورهای توسعه‌نیافته! مانند افغانستان و کره شمالی.

## ریشه
جوسازی ریشه در تاریخ کلیسای کاتولیک دارد. در سال ۱۶۲۲، پاپ اوربان هشتم برای ترویج مسیحیت، در مناطق غیرمسیحی جهان گردهمایی تبلیغاتی به راه انداخت. در آن زمان کاتولیک‌ها این کار را نوعی از آموزش برمی‌شمردند. در جنگ جهانی اول هم طرف‌های جنگ از این روش برای تأثیرگذاری مثبت بر روی نیروهای خود استفاده می‌کردند. جفری کی هدن، جامعه‌شناس، استدلال کرده است که اعضای جنبش ضد فرقه و جنبش ضد فرقه مسیحی، رهبران را به استفاده گسترده از تبلیغات برای جذب پیروان و نگه داشتن آن‌ها متهم می‌کنند. هدن استدلال کرد که اعضای سابق فرقه‌ها و جنبش ضد فرقه متعهد به بد جلوه دادن این جنبش‌ها هستند.
در دوران سلطنت ملکه ویکتوریا، علیه دشمنان امپراتوری، تبلیغات منفی می‌شد.
جنگ جهانی دوم نه تنها جنگ بمب‌ها و گلوله‌ها، بلکه جنگ واژه‌ها و تبلیغات بود. تهاجم تبلیغاتی نازی‌ها ابتدا به قلم آدولف هیتلر در کتاب نبرد من طراحی و سپس به وسیله گوبلس و وزارت تبلیغات او اجرا شد. ایالات متحده در ایجاد تبلیغات خویش، به مجموعه‌ای نه چندان منسجم از روان‌شناسان و سایر دانشمندان علوم اجتماعی، برای تقویت روحیهٔ ملّی و خنثی ساختن تأثیر تبلیغات آلمان نازی متکی بود. واژه propaganda (جوسازی) واژه‌ای نو لاتین و بازسازی شده از فعل لاتینی کهن propagere به معنی منتشر ساختن (لغت انگلیسی propagate از همین ریشه است) و برانگیختن است. امروزه تبلیغات، جزئی از ارتباطات عمومی است و هدف آن، دستیابی به مقاصد از پیش تعیین‌شده است.

## روش‌های جوسازی

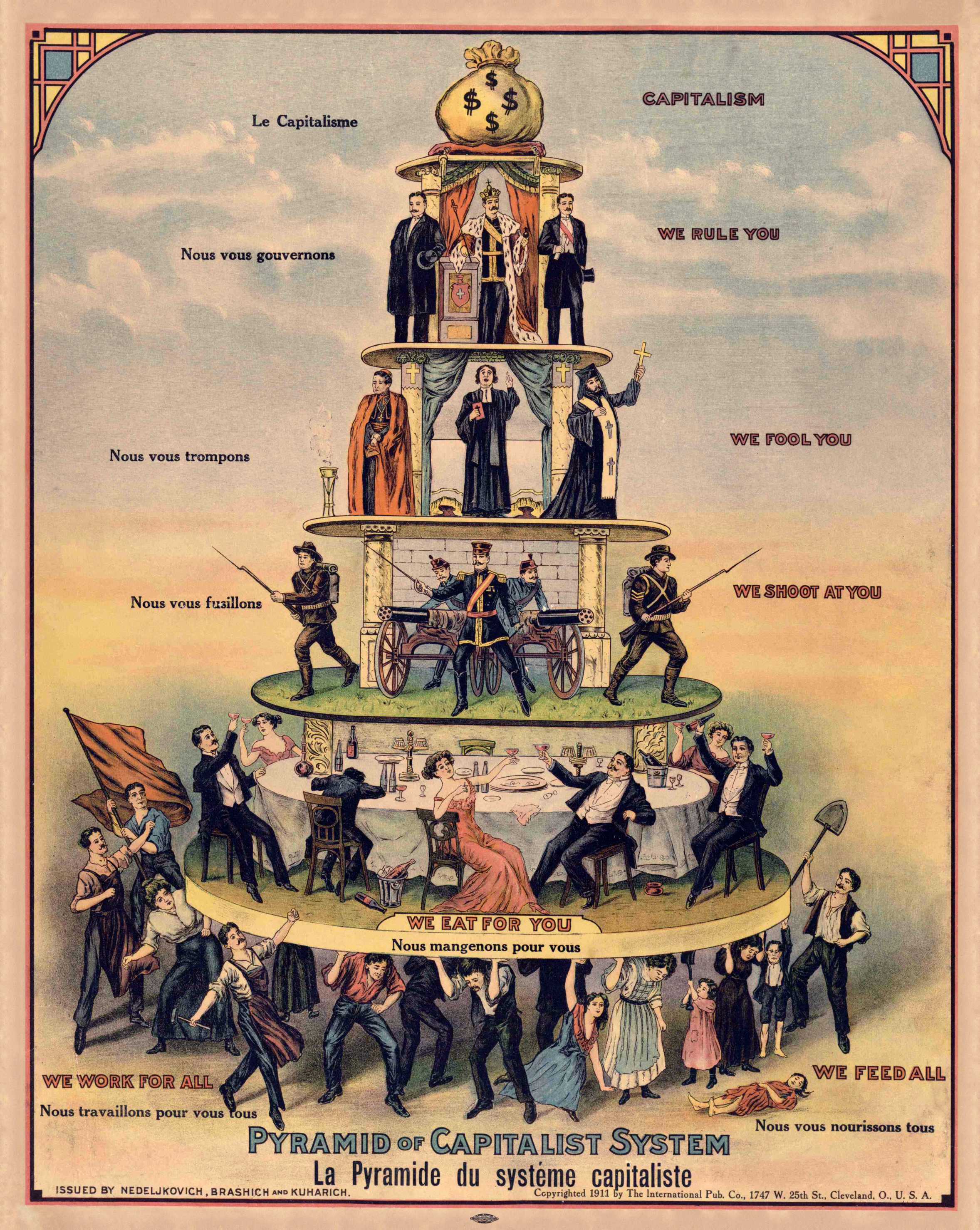
پروپاگاندای ضدسرمایه‌داری (پوستر کارگران صنعتی جهان، ۱۹۱۱ میلادی)

- برچسب زدن (Name Calling): این روش به منظور برانگیختن وحشت یا تعصب افراد جامعه علیه یک گروه مخالف استفاده می‌شود. این روش باعث می‌شود که نیازی به ایجاد بحث استدلالی با گروه‌های مخالف نباشد؛ یکی از این روش‌ها استهزای مخالفان با کاریکاتور است.
- شعارهای فریبنده (Glittering Generalities): در این روش سعی می‌شود که با دادن شعارهایی با مفهوم مبهم و کلّی، توجه افکار عمومی به پیام تبلیغ‌گر جلب شود. این پیام‌ها اغلب بر حول محور ارزش‌هایی همچون شرافت، دین، افتخار به میهن و میهن‌پرستی یا ارزش‌های خانوادگی بیان می‌شود.
- حمله شخصی (Ad hominem): حمله کردن به شخصیت فرد (مثلاً اتهام روابط نامشروع یا خیانت به کشور)، به جای رد کردن منطقی افکار و سخنان او.
- تکرار (Ad nauseam): تکرار بی‌وقفهٔ یک حرف (به‌ویژه اگر یک شعار ساده باشد) باعث می‌شود که کم‌کم به عنوان یک حقیقت بدیهی پذیرفته شود. این روش اگر همراه با کنترل و سانسور رسانه‌ها باشد، تأثیر بیشتری خواهد گذاشت.
- توسل به قدرتمندان (Appeal to authority): برای اثبات درستی یک سخن، به جای استدلال منطقی، به مرجعیت و اقتدار و محبوبیت گویندهٔ آن استناد می‌شود.
- توسل به ترس (Appeal to fear): القای ترس و نگرانی همگانی برای اینکه مردم با حکومت همراه شوند، همچون تأکید بر خشونت و وحشی‌گری دشمنان یا احتمال حملهٔ قریب‌الوقوع آن‌ها.
- توسل به اکثریت (Bandwagon): القای این حس که اکثریت مردم پیرو این فرد یا حزب هستند و پیروزی آن قطعی است تا افراد برای همرنگ جماعت شدن یا برای رسیدن به پیروزی حتمی، به پیروان آن فرد یا حزب بپیوندند.
- دروغ بزرگ (Big Lie): بیان دروغی چنان بزرگ که هیچ‌کس فکرش را هم نمی‌کند که کسی آن‌قدر بی‌شرم باشد که چنین گستاخانه حقیقت را تحریف کند، در نتیجه همگان آن دروغ را باور خواهند کرد.
- سیاه و سفید نمایی (Black-and-white fallacy): جلوه دادن اوضاع به گونه‌ای که افراد تنها دو گزینه در برابر خود ببینند: یا دوست کامل بودن یا دشمن کامل بودن.
- حقیقت گزینشی (Selective truth): گفتن پیام تبلیغاتی، در ضمن حقایق گزینش‌شده، به شکلی که مخاطب متوجه نشود که مورد هجوم تبلیغاتی قرار گرفته است.
- شرطی‌سازی (Classical conditioning): اگر مخاطب نسبت به «الف» واکنش خاصی داشته باشد، (مثلاً از آن بیزار باشد یا به آن علاقه‌مند باشد) در چنین صورتی اگر شرطی‌ساز همواره «الف» و «ب» را همراه هم به مخاطب عرضه کند، مخاطب کم‌کم خصوصیت «الف» را به «ب» هم سرایت می‌دهد؛ به‌طوری‌که حتی اگر «الف» نبود، مخاطب همان واکنش را نسبت به «ب» نشان می‌دهد. (از آن بیزار یا به آن علاقه‌مند می‌شود)[۱۳]

## انواع جوسازی
1. جوسازی سفید: در این نوع جوسازی، منبع کاملاً مشخص و معین است و پیام به گونه‌ای ارائه می‌شود که از دقت بالای اطلاعات برخوردار باشد. این نوع جوسازی، نوعی ارتباط دوستانه برقرار می‌کند.[نیازمند منبع]
2. جوسازی خاکستری: در اینجا منبع، واضح و صریح نیست و اطلاعات دقیقی ارائه نمی‌شود. در این نوع جوسازی، با اینکه جنگ تبلیغاتی برقرار نیست ولی صلح تبلیغاتی نیز حاکم نیست. اخبار، اعلامیه و اطلاعاتی که در آن‌ها از عنوان یک منبع موثق، منابع مطلع و امثال آن استفاده می‌شود، در زمرهٔ جوسازی خاکستری قرار می‌گیرند. تبلیغات علیه کمونیست‌ها به هنگام حملهٔ شوروی به افغانستان، نوعی جوسازی خاکستری به‌شمار می‌رود.[نیازمند منبع]
3. جوسازی سیاه: نوعی از پروپاگاندا است که تلاش می‌کند که مفاهیم، منتسب به منابعی به نظر برسند که قرار است منبع حقیقی را بی‌اعتبار کنند و از این طریق به افکار مخالفان جهت می‌دهد.[نیازمند منبع]

## نمونه
از نمونه‌های جوسازی می‌توان به «سه چیز که خدا نباید می‌آفرید: فارس‌ها، یهودیان و مگس» در حکومت صدام حسین اشاره کرد.